# Antivol

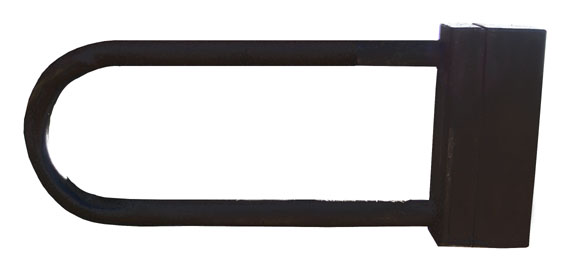
Antivol de type U.

Un antivol est un dispositif ou un mécanisme destiné à dissuader, décourager, retarder, signaler ou empêcher le vol d'un objet.

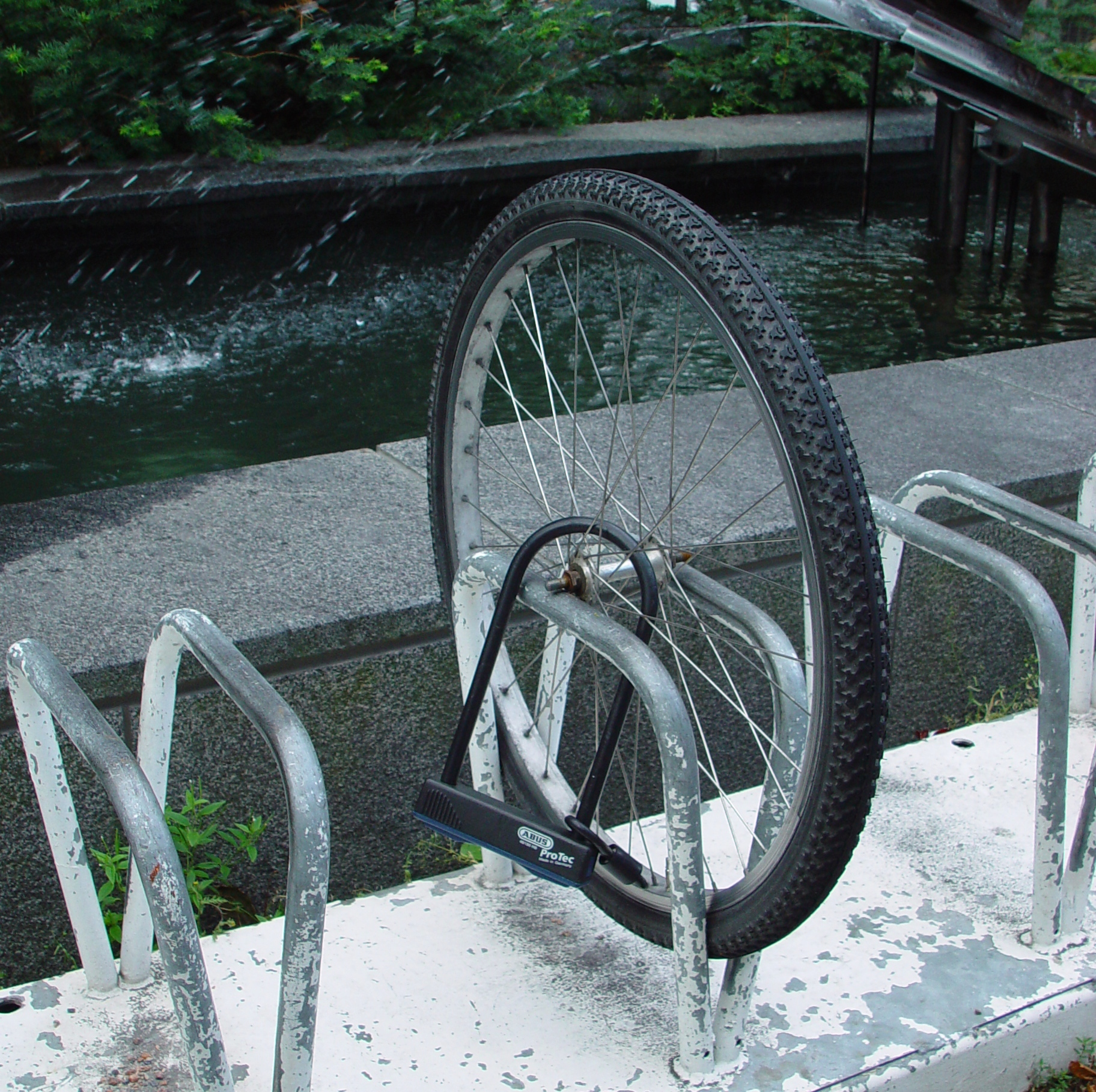
La roue avant est protégée contre le vol par un antivol en U mais, le reste de la bicyclette a été volé, car la protection de la roue avant n'est pas une mesure de sureté suffisante contre le vol.

Un antivol peut être distinct de l'objet qu'il est destiné à protéger, ou bien être intégré à cet objet. Il est conçu de sorte que son retrait ou sa désactivation ne puisse être effectué que par le propriétaire de l'objet (à l'aide d'une clef, d'un code…). Par exemple, un antivol (vélo) peut être constitué d'une chaîne et d'un cadenas que l'on peut retirer sans outil particulier dès lors qu'on en a la clé, ou bien d'un mécanisme intégré au cadre du vélo et que l'on ne peut retirer qu'en démontant la roue arrière et ce mécanisme. On qualifie également d'antivol des dispositifs de marquage indélébiles ou très difficiles à masquer, de même que des dispositifs conçus en réalité pour l'aide à la récupération d'un objet volé (notamment par émission d'un signal permettant de déterminer la position de cet objet dans l'espace).

## Mise en œuvre
La mise en œuvre d'un antivol peut prendre plusieurs formes.

### Mise en œuvre physique
Elle s'obtient :
- en bloquant mécaniquement le mouvement de pièces essentielles de l'objet à protéger (par exemple, un antivol de moto, qui empêche la roue avant de tourner) ;
- en supprimant la possibilité de déplacer l'objet à protéger (cas d'un antivol d'ordinateur portable utilisé pour relier l'ordinateur à du mobilier difficile à déplacer) ;
- en détériorant l'objet à protéger de telle manière qu'il soit inutilisable ou invendable, si on tente de retirer l'antivol sans les outils adéquats (par exemple, les antivols encreurs de vêtements dans les boutiques de mode).

### Mise en œuvreélectriqueouélectronique
Elle s'obtient :
- en mettant hors service un circuit ou une fonction logique essentielle au fonctionnement de l'objet à protéger (par exemple, un système anti-démarrage sur une automobile) ;

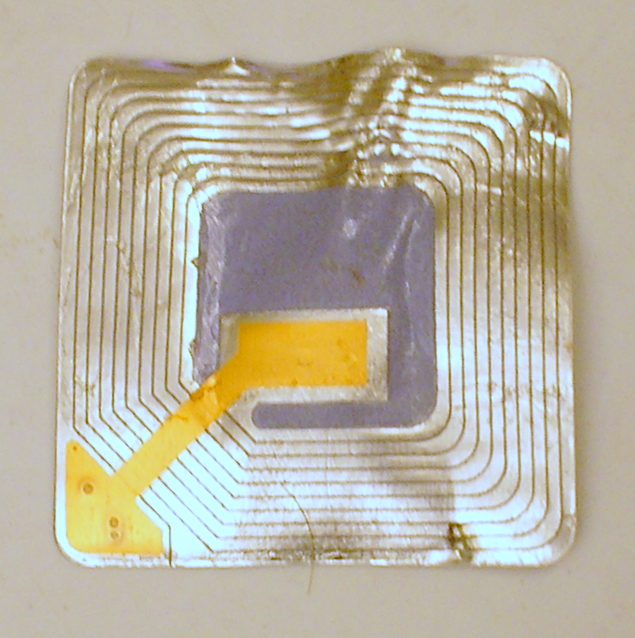
Système électronique antivol détaché d'un produit vendu en magasin.

- en activant une alarme si l'objet protégé est soumis à une tentative de vol ou si l'antivol franchit un périmètre délimité par des détecteurs, en exploitant la technologie radiofréquence. De tels systèmes sont généralement utilisés pour la protection contre le vol à l'étalage. Ils exploitent le phénomène de résonance de marqueurs (généralement à 8,2 MHz), détecté par des antennes placées à l'entrée des magasins. Il existe de très nombreuses variétés d'antennes, qui permettent de rendre le système antivol moins agressif pour la clientèle. Certains systèmes peuvent ainsi comporter de la publicité, des écrans vidéo LCD, du comptage de fréquentation, et fournir de l'information à l'enseigne sur le respect des procédures de sécurité dans ses magasins.

### Mise en œuvre passive
Elle s'obtient en rendant plus difficile ou plus chère la remise sur le marché de l'objet volé : c'est le cas des marquages antivol et des dispositifs d'émission de signaux de localisation, dont l'objectif est de dissuader le vol par les contraintes qu'il pose sur le produit volé, en :
- permettant l'identification unique (tatouage) et le fichage des objets volés ;
- permettant le repérage géographique de l'objet volé ;
- obligeant les voleurs à changer des pièces essentielles ou coûteuses des objets volés ;
- contraignant les voleurs ou les receleurs à passer du temps à rendre invisible ou inutilisable un tel antivol, et par conséquent à rendre l'objet suspect ou déprécié aux yeux d'un éventuel acheteur.

## Fiabilité
L'Assurance mutuelle des motards effectue des tests et publie une liste d'antivols homologués qui permettent de bénéficier de la garantie sur le vol.
L'association SRA (Sécurité et Réparation Automobiles) est également la référence des compagnies d'assurance pour les tests des antivols 2 roues. Les antivols nomades mécaniques (Chaine, U, bloque-disque en complément) sont souvent validés par SRA pour être recommandés par les assureurs lors de la souscription d'une garantie vol.,

## Applications
Les antivols en magasin modernes utilisent des systèmes électroniques radiofréquences pour assurer la protection des magasins contre le vol à l'étalage.

## Réglementation
En France, tout véhicule à moteur, à l'exception des cyclomoteurs, des quadricycles légers à moteur, des véhicules et matériels agricoles ou de travaux publics, doit être muni d'un dispositif antivol.
Il existe aussi des antivols amovibles optionnels, destinés à bloquer le volant, ou le volant et les pédales, ou la manette du frein à main, qu'un propriétaire de véhicule peut utiliser en plus du dispositif antivol intégré.